# Пулс (књига Џулијана Барнса)
„Пулс“ (енгл. Pulse) је збирка прича британског писца Џулијана Барнса објављена за енглеско тржиште 3. маја 2011. године. Књигу је исте године на српском тржишту објавила издавачка кућа „Геопоетика“.
Барнс је збирку посветио својој супрузи која је изненада преминула после кратке болести, а његова трагедија се рефлектује у целој књизи кроз различите врсте губитака - смрт блиске особе, развод, губитак неких основних чула, неуспех у очувању нове везе.

## Структура
Књига је подељена у две целине, од којих прва садржи девет, а друга пет прича. Већи део прича је претходно објављиван у часописима, попут Гардијана, Њујоркера и Сандеј тајмса.
Приче које припадају првом делу збирке смештене су у савремено доба, и наизменично се смењују са четири приказа под заједничким називом „Код Фила и Џоане“ који су писани у форми дијалога асоцирајући на Платонову „Гозбу.“ Други део збирке обухвата три историјске приче и пар чија је радња смештена у садашњост.

### Део први
- „Источни ветар“
- „Код Фила и Џоане 1: 60/40“
- „У кревету са Џоном Апдајком“
- „Код Фила и Џоане 2: Џем од поморанџе“
- „Баштовански свет“
- „Код Фила и Џоане 3: Види, без руку“
- „Неовлашћени улаз“
- „Код Фила и Џоане 4: Један од пет“
- „Линије брака“

### Део други
- „Портретиста“
- „Саучесништво“
- „Хармонија“
- „Каркасон“
- „Пулс“